# Thymus piperella
Thymus piperella — вид рослин родини глухокропивові (Lamiaceae), ендемік Іспанії.

## Опис
Напівчагарник заввишки 15–30 см, прямовисний, розгалужений від основи, дуже ароматичний. Бічні стебла нерозгалужені, чотирикутні, запушені короткими волосками. Листки 6–10 × 4–6 мм, еліптичні або яйцюваті, плоскі, голі, щільно залозисті, з червоними сфероїдальними залозами. Приквітки подібні до листків, але менші, з невеликими залозистими волосками на нижній поверхні. Квітки на квітконіжках ≈2.5 мм з невеликими залозистими волосками. Чашечка 5–6 мм, іноді червонувата або фіолетова, з жовтуватими сфероїдальними залозами та залозистими волосками; трубка ≈3 мм. Вінчик ≈10 мм, рожевий; двійчаста верхня губа дещо коротша, ніж нижня; нижня губа з рівними частками. Пиляки пурпурового кольору. Плід (горішок) — 0,8 × 1.2 мм, яйцюватий. 2n = 28.

## Поширення
Ендемік Іспанії (сх. Альбасете, пн. Аліканте, пн.-сх. Мурсія, Валенсія). Зростає на кам'яних ґрунтах, конгломератах, вапняках або мергелях; на висотах 10–1210 м н.р.м.

## Використання
В іспанській кухні належить до спецій. Застосовується при приготуванні паельї, смаженого м'яса, маринованих оливок та овочевих страв.